# Rońsko-Kolonia (gromada 1957–1959)
Rońsko-Kolonia (do 31 XII 1956 Krasnystaw; początkowo Rońsko Kolonia; alt. Rońsko) – dawna gromada, czyli najmniejsza jednostka podziału terytorialnego Polskiej Rzeczypospolitej Ludowej w latach 1954–1972.
Gromady, z gromadzkimi radami narodowymi (GRN) jako organami władzy najniższego stopnia na wsi, funkcjonowały od reformy reorganizującej administrację wiejską przeprowadzonej jesienią 1954 do momentu ich zniesienia z dniem 1 stycznia 1973, tym samym wypierając organizację gminną w latach 1954–1972.
Gromadę Rońsko Kolonia siedzibą GRN w Rońsku Kolonii (od 1 stycznia 1973 w granicach Krasnegostawu) utworzono 1 stycznia 1957 w powiecie krasnostawskim w woj. lubelskim w związku z przeniesieniem siedziby gromady Krasnystaw z Krasnegostawu do Rońska Kolonii i zmianą nazwy jednostki na gromada Rońsko Kolonia.
1 stycznia 1960 gromadę zniesiono, włączając jej obszar do nowo utworzonej gromady Zażółkiew w tymże powiecie.
Uwaga: Gromada Rońsko-Kolonia (o innym składzie) istniała w powiecie krasnostawskim także w latach 1960-61.